# Somerset House

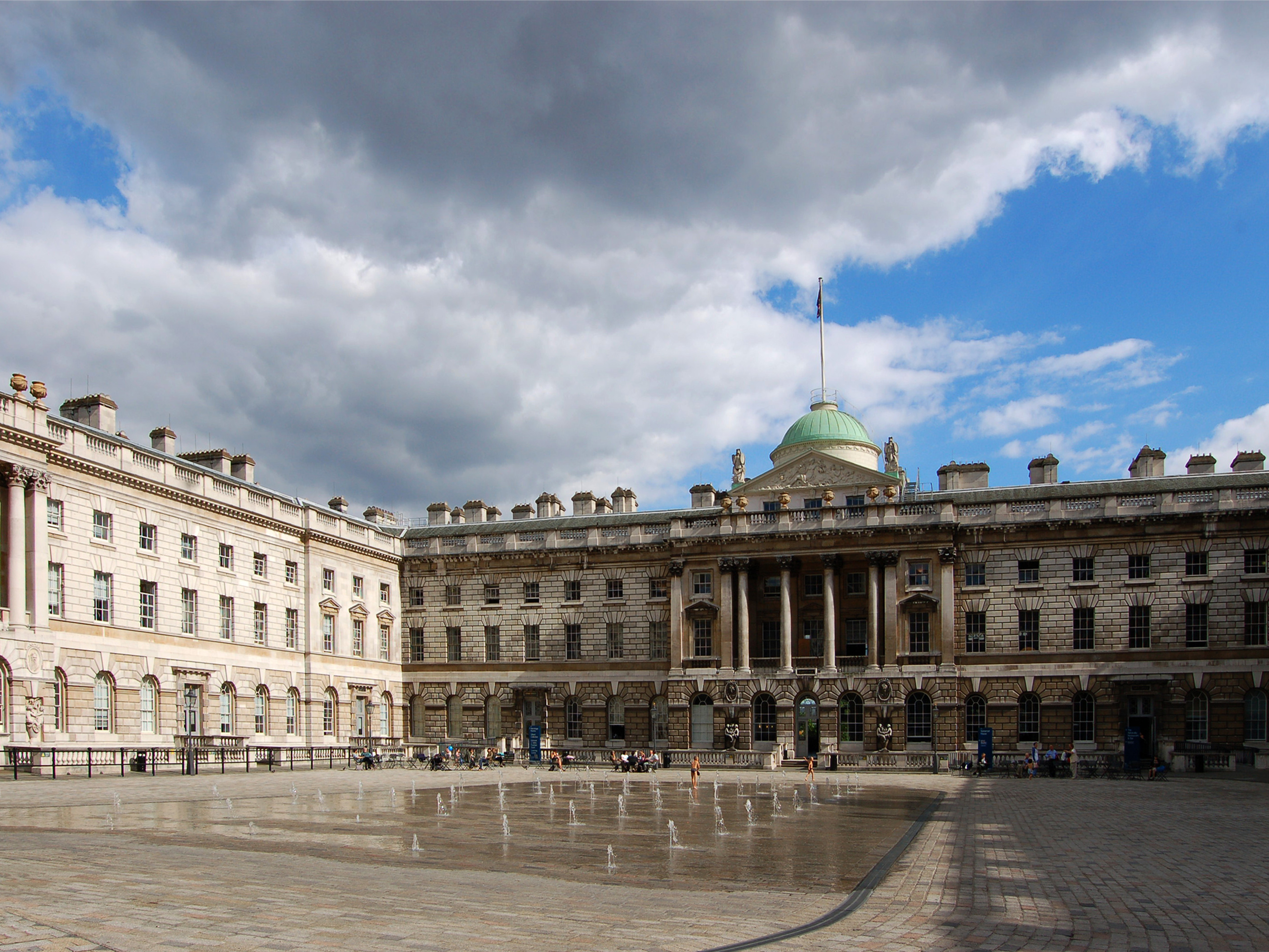
Patio central de Somerset House.

Somerset House es uno de los grandes edificios históricos de Gran Bretaña. Está situado en la orilla norte del Támesis, frente al National Theatre de Londres, en la parte Sur de The Strand. Construido en el siglo XVIII por  William Chambers, sobre un palacio del período Tudor, albergaba originalmente oficinas gubernamentales, sociedades científicas y la Oficina Naval.
En 1604, en el primigenio palacio tudor se firmó el Tratado de Londres que puso fin a la Guerra anglo-española de 1585-1604. Las condiciones del tratado fueron favorables al Imperio Español, a cambio del compromiso de no intentar restaurar el catolicismo en el Reino de Inglaterra.
Recientemente, gracias a una inversión de 48 millones de libras, Somerset House se ha convertido en hogar de diversos museos, restaurantes y cafés. Dos de los museos más conocidos son el Courtauld Institute of Art y el Gilbert Collection of Decorative Arts. Además es la sede de la Royal Society of Literature.